# MBSドラマの森
MBSドラマの森（エムビーエスドラマのもり）は、 毎日放送で放送しているドラマ再放送枠。
2010年4月からは、月曜・火曜の放送がなくなる上、水曜日も放送時間を25分縮小した上で放送してきたが、2010年10月20日放送分で、水曜日の放送を一旦廃枠としたが、2011年4月6日より水曜日の放送を再開した（木・金は変更無し）。
2012年4月改編で、同年4月6日より、宇都宮まきと同局アナウンサーの吉竹史が司会の帯番組『プリ♥プリ』が平日の10:30 - 11:30に放送されるため、同年3月30日で再び終了したが、その「プリ♥プリ（プリプリ）」が2013年3月15日で終了したため、同年4月4日から、木曜と金曜に限り再び9:55-10:50の枠で再開された。しかし、2014年1月16日で再度終了し、翌日からはバラエティの再放送・単発番組枠となっているが、ごくまれに現在もドラマの再放送が行われている。

## 放送時間
※時間表記は、すべて日本時間。
- 水 - 金9:55 - 10:50

## 主な内容
- TBS系で放送されたドラマ（現代劇・時代劇）が再放送される。また海外ドラマを放送する場合もある。
- 2010年4月から半年間は、放送曜日の縮小と水曜日の時間が半減したため、かつて放送された『愛の劇場』や『ドラマ30』、『ひるドラ』などの30分のドラマ（水曜は1話、木・金は2話ずつ放送）を再放送するようにもなっていた。
- オープニングのタイトルは、毎日放送のマスコットである「らいよんチャン」がドラマの名前(再)が書かれたプレートを持っていて、それが回転し(プレートにぶつけ)頭を打ち、表示される。
  - 2009年度は番組タイトルの左下にらいよんチャンが寝そべっている一枚画にて表示されていた。
  - 2010年度は「MBSドラマの森 番組名(再)」と書かれた1枚画で表示している。
  - 2011年度はMBS開局60周年として「MBS 60」のロゴを掲示した1枚画が表示されている。

## 備考
- 内容によっては、TBSと同時ネットになる場合もある。
- 祝日は休止となり、TBSとの同時ネットもしくはバラエティ番組の再放送となる。
- かつて放送された『ニュースの森』のタイトルロゴを改変したものになっている。
- 当初はこのドラマ再放送枠にはタイトルは付いておらず、2002年10月に『ドラマリピート』という枠タイトルが付けられ、2003年10月より現在のタイトルとなった。